# کیوسوکه ماتسویاما
کیوسوکه ماتسویاما (انگلیسی: Kyosuke Matsuyama؛ زادهٔ ۱۹ دسامبر ۱۹۹۶) شمشیرباز اهل ژاپن است.